# Gilby (Dakota Północna)
Gilby – miasto w Stanach Zjednoczonych, w stanie Dakota Północna, w hrabstwie Grand Forks.